# Второе сражение у Раппаханок-Стейшн
Второе сражение у Раппаханок-Стейшн (англ. Battle of Rappahannock Station II) произошло 7 ноября 1863 года возле селения Раппаханок-Стейшн (сейчас Ремингтон, штат Виргиния) на ж/д Оранж-Александрия между армией Конфедерации под командованием Джубала Эрли и федеральной армией генерала Джона Седжвика. Сражение стало частью кампании Бристоу американской гражданской войны и завершилось победой армии Седжвика.

## Предыстория
После битвы при Геттисберге армии Севера и Юга переместились к югу и около трёх месяцев вели локальные бои на равнинах северной Виргинии. В конце октября генерал Ли отвёл свою армию за Раппаханок, рассчитывая провести на этой позиции зиму.
Единственный понтонный мост через реку находился в городе Раппаханок-Стейшн, он был укреплён редутами и траншеями, а несколько батарей прикрывали его с холмов на южном берегу реки. Это предмостовое укрепление было главным элементом в стратегическом плане Ли по обороне линии реки. Позже он говорил, что удерживая это укрепление, он мог «угрожать любому фланговому маневру противника и вынудить его разделить свои силы, чтобы в нужный момент напасть на одну из них.»
Генерал Мид, командующий федеральной Потомакской армией, разделил свои силы именно так, как ожидал Ли. Он приказал генералу Седжвику атаковать укрепления противника у станции Раппаханок, а генералу Уильяму Френчу — переправиться через реку в нескольких милях ниже по течению, у брода Келли-форд. Перейдя Раппаханок, обе армии должны были наступать на станцию Бренди.

## Сражение
Операция шла по плану. 7 ноября, сразу после полудня, армия Френча с боем взяла брод Келли и перешла реку. Как только это случилось, Седжвик двинул войска на станцию Раппаханок. Ли узнал о манёврах противника вскоре после полудня и привёл войска в боевую готовность. Его план состоял в том, чтобы малыми силами сдерживать Седжвика у моста, а основными силами атаковать Френча у брода Келли. Для успешной реализации это плана было необходимо удерживать станцию Раппаханок до тех пор, пока Френч не будет разбит.
В 15:00 дивизия Эльбиона Хау (из состава 6 корпуса) отогнала стрелков противника и заняла возвышенность примерно в километре от реки. Хау установил на высоте артиллерийскую батарею и приступил к интенсивной бомбардировке предмостовых укреплений. Батареи Конфедерации открыли ответный огонь, но без большого эффекта.
В тот день предмостовые укрепления были заняты дивизией генерала Джубала Эрли. Эрли разместил в укреплениях луизианскую бригаду Хайса и 4 орудия под ком. Чарльза Грина, а в 16:30 прислал им в усиление 4 северокаролинских полка под ком. полковника Арчибальда Годвина. С прибытием этих частей общая численность защитников укреплений достигла примерно 2000 человек.
Седжвик продолжал бомбардировку весь день, но не демонстрировал никакой подготовки к атаке. К вечеру Ли решил, что это не что иное как попытка отвлечь его внимание от армии Френча. Но он ошибся. На закате стрельба прекратилась и пехота Седжвика внезапно бросилась в атаку на укрепления. Бригада полковника Петера Элмейкера шла вдоль линии ж/д при поддержке стрелков 6-го мэнского полка. Эта бригада проявила в тот день больше всего героизма, но и пострадала больше всех. По команде «Forward, double-quick!» они ворвались в укрепления и схватились в рукопашной с луизианцами Гарри Хайса. 6-й мэнский полк прорвал линии конфедератов и поднял свой флаг над восточным редутом. Чуть позже 5-й висконсинский взобрался на западный редут. На правом фланге федеральные войска так же добились успеха: через несколько минут после прорыва бригады Элмейкера бригада Эмори Аптона ворвалась на позиции Годвина. Аптон перегруппировал свои части и сразу отправил часть 212-го Нью-Йоркского полка на захват моста. Остальные части развернулись вправо и атаковали расстроенные отряды противника. Несколько сотен солдат Конфедерации бросили оружие и сдались. Остальные пытались скрыться вплавь через реку или перебежать по мосту под винтовочным огнём. Захват укреплений произвёл угнетающее впечатление на солдат Конфедерации, занимавших южный берег реки.

## Последствия
В этом коротком бою дивизия Эрли потеряла 1670 человек убитыми, ранеными, и попавшими в плен. Потери федералов были несравнимо меньше: всего 419 человек.
Для Севера сражение стало «полной и славной победой», «короткой и решительной». Генерал Горацио Райт заметил, что это был первый случай, когда северяне захватили сильно укреплённые позиции с первой попытки. Гарри Хайс утверждал, что его атаковали 20 — 25 тысяч человек, удесятерив количество солдат противника.
Сражение стало тяжёлым моральным ударом для Юга. Две лучшие бригады Конфедерации, в сильных укреплениях и поддержанные артиллерией, были разбиты и захвачены в плен равным по численности противником. Полковник Вальтер Тейлор из штаба Ли назвал это «самой печальной главой в истории этой армии», результатом неграмотного управления войсками.. Один из солдат высказался более откровенно: «Я немного об этом знаю, — сказал он, — но похоже, что наша армия была удивлена».
Позже Ли велел подчинённым составить рапорты, чтобы разобраться, что именно было сделано неправильно, но ночью 7 ноября более важные дела отвлекли его внимание. Потеря предмостового укрепления расстроила его планы обороны. Армия оказалась растянутой на открытой местности. Мид, действуя оперативно, мог прижать армию Ли к Рапидану, так же как Ли пытался прижать армию Поупа к Раппаханоку год назад во втором сражении при Бул-Ране. Ли немедленно отложил все планы по нападению на Френча и незамедлительно начал отводить армию на юг.